# Cerveja & Coco
O Bloco Cerveja & Coco é um bloco de Carnaval, criado para sair em micaretas fora de época. Surgiu no Fortal de 2005, resultado de uma parceria entre dois blocos alternativos do Carnaval de Salvador, o Cerveja & Cia de Ivete Sangalo, e o CocoBambu do Asa de Águia.